# HD 79524
HD 79524，又名CD-41 4904，SAO 220962、HR 3668，是一颗恒星，视星等为6.29，位于銀經265.75，銀緯4.32，其B1900.0坐标为赤經9h 9m 32.3s，赤緯-41° 4.32′ 44″。